# (3011) Chongqing
(3011) Chongqing (1978 WM14) – planetoida z grupy pasa głównego asteroid okrążająca Słońce w ciągu 5,73 lat w średniej odległości 3,2 j.a. Odkryta 26 listopada 1978 roku.